# 쓰기 증폭

SSD는 쓰레기 수집 및 웨어 레벨링의 결과로 쓰기 증폭을 경험하여 드라이브에 대한 쓰기가 증가하고 수명이 단축된다.

쓰기 증폭(write amplification, WA)은 플래시 메모리 및 SSD(솔리드 스테이트 드라이브)와 관련된 바람직하지 않은 현상으로, 스토리지 미디어에 물리적으로 기록되는 실제 정보 양은 기록하려는 논리적 양의 배수이다.
플래시 메모리는 다시 쓰기 전에 지워야 하기 때문에 쓰기 작업에 비해 지우기 작업의 세분화가 훨씬 더 거칠기 때문에 이러한 작업을 수행하는 프로세스로 인해 사용자 데이터와 메타데이터가 두 번 이상 이동(또는 다시 쓰기)된다. 따라서 일부 데이터를 다시 작성하려면 이미 사용된 플래시 부분을 읽고, 업데이트하고, 새 위치에 써야 하며, 이전에 사용된 경우 새 위치를 처음에 삭제해야 한다. 플래시의 작동 방식으로 인해 새 데이터의 양에 따라 실제로 필요한 것보다 훨씬 더 많은 부분의 플래시를 삭제하고 다시 작성해야 한다. 이러한 곱셈 효과는 SSD 수명 동안 필요한 쓰기 횟수를 증가시켜 SSD가 안정적으로 작동할 수 있는 시간을 단축시킨다. 증가된 쓰기는 또한 플래시 메모리에 대한 대역폭을 소비하므로 SSD에 대한 쓰기 성능이 저하된다. 많은 요인이 SSD의 WA에 영향을 미친다. 일부는 사용자가 제어할 수 있고 일부는 SSD에 기록된 데이터와 SSD 사용의 직접적인 결과이다.
인텔과 실리콘시스템스(SiliconSystems, 2009년 웨스턴 디지털에 인수)는 2008년 논문과 간행물에서 쓰기 증폭이라는 용어를 사용했다. WA는 일반적으로 호스트 시스템에서 들어오는 쓰기와 플래시 메모리에 커밋된 쓰기의 비율로 측정된다. 압축이 없으면 WA는 1 이하로 떨어질 수 없다. 압축을 사용하여 샌드포스는 SF-2281 컨트롤러에서 0.14만큼 낮은 최상의 값으로 0.5의 쓰기 증폭을 달성한다고 주장했다.

## 같이 보기
- 플래시 파일 시스템
- 웨어 레벨링